# Poželenje, nevarnost
Poželenje, nevarnost (kitajsko: 色，戒; pinjin: Sè, Jiè; Jyutping: Sik1Gaai3) je koprodukcijski vohunski erotični zgodovinsko-dramski film iz leta 2007, ki ga je režiral Ang Lee in temelji na noveli Sè, Jiè Eileen Chang iz leta 1979. Dogajanje je večinoma postavljeno v Hong Kong leta 1938 in Šanghaj leta 1942, ko je bil pod okupacijo japonske cesarske vojske in vodstvom nastavljenega Wanga Jingweija. Skupina kitajskih študentov Univerze Hong Konga načrtuje atentat na visokega agenta in nabornika za vazalsko državo tako, da mu s pomočjo njegove privlačne sodelavke nastavijo past. Film je posnet po resničnih dogodkih, predvsem po neuspelem atentatu kitajskega vohuna Zhenga Pingruja na japonskega kolaboranta Dinga Mocuna.
Film je bil premierno prikazan 30. avgusta 2007 na Beneškem filmskem festivalu, kjer je bil nagrajen z zlatim levom za najboljši film, ki je za Anga Leeja drugi po filmi Gora Brokeback. V kinematografih je bil premierno prikazan 24. septembra v Tajvanu, 26. septembra v Hong Kongu, 28. septembra v ZDA in 1. novembra na Kitajskem. Nominiran je bil za zlati globus za najboljši tuji film in za tri nagrade BAFTA.

## Vloge
- Tang Wei kot Wong Chia Chi/»ga. Mai«
- Tony Leung Chiu-Wai kot g. Yee
- Joan Chen kot ga. Yee
- Wang Leehom kot Kuang Yumin
- Tou Chung-hua kot stari Wu
- Chin Kar-lok kot Tsao
- Chu Chih-ying kot Lai Xiujin
- Kao Ying-hsuan kot Huang Lei
- Lawrence Ko kot Liang Junsheng
- Johnson Yuen kot Auyang Lingwen/»g. Mai«
- Fan Kuang-yao kot sekretar Chang
- Anupam Kher kot Hali Salahuddin
- Shyam Pathak kot draguljar
- Akiko Takešita kot lastnica lokala
- Hahato Fudžiki kot polkovnik Sato